# Burgstall Bruckhof
Der Burgstall Bruckhof ist eine abgegangene mittelalterliche Höhenburg auf 456 m ü. NHN etwa 700 m westlich der Hofkapelle St. Sebastian von Bruckhof, einem Gemeindeteil des Marktes Altmannstein im Landkreis Eichstätt in Bayern.
Die Anlage wird als Bodendenkmal unter der Aktennummer D-1-7036-0003 als „ebenerdiger Ansitz“ geführt. Die in einem Waldgebiet liegende kreisrunde Anlage hat einen Durchmesser von 70 m.